# Impacts du changement climatique
Pour un article plus général, voir Changement climatique.
 (juin 2024).
Les impacts du changement climatique décrivent les conséquences affectant l'environnement et les sociétés humaines en raison d’une augmentation mondiale de la température. Ces conséquences, bien documentées, s'accentuent. Les changements du système climatique comprennent une tendance générale observée et projetée vers des températures moyennes mondiales plus élevées par rapport aux niveaux préindustriels, des changements dans les régimes de précipitations et des conditions météorologiques plus extrêmes. Le changement climatique a des répercussions sur l'environnement naturel, avec des effets tels que des incendies de forêt plus intenses, le dégel du pergélisol et la désertification. Ces changements ont un impact sur les écosystèmes et les sociétés et peuvent devenir irréversibles une fois les points de basculement franchis.
L'augmentation de la concentration de gaz à effet de serre présents dans l'athmosphère, due aux activités humaines depuis le XIXe siècle avec la révolution industrielle, est un des facteurs du changement climatique.
L'un des enjeux cruciaux du XXIe siècle est de limiter les impacts directs ou indirects du réchauffement climatique sur les sociétés humaines à court, moyen, et long terme, relativement à leurs conséquences économiques, sociales, et environnementales, notamment par la diminution de l'émission de gaz à effet de serre d'origine anthropique.

## Historique

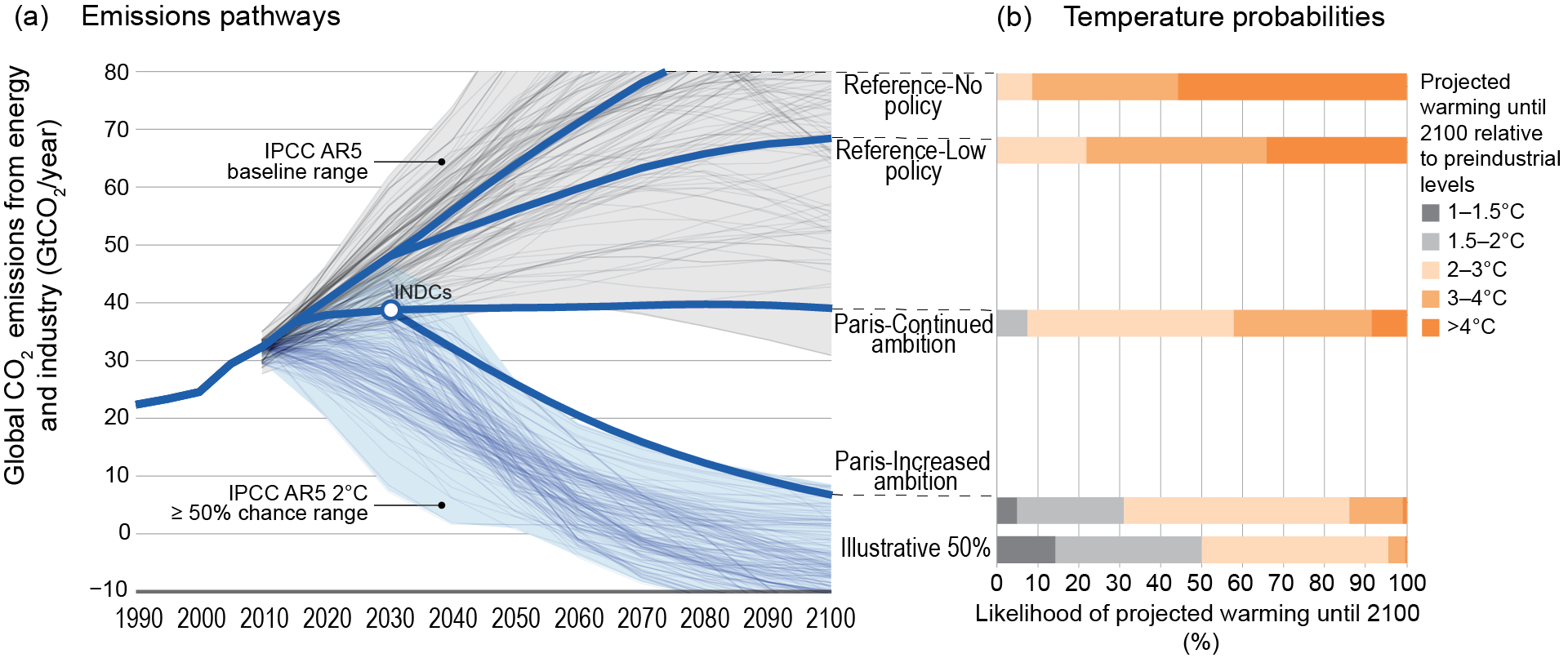
Émissions mondiales de CO2 et de la température probabilistes de différentes politiques

En 1824, le physicien français Joseph Fourier découvre le phénomène de l'effet de serre et son effet sur le bilan thermique de la Terre. En 1896, Svante Arrhenius publie un article décrivant le phénomène, et proposant une prédiction de l'élévation de la température atmosphérique en cas de doublement de la concentration en CO2. Dans les années 1980, cette question refait surface à l'échelle mondiale, avec la création du GIEC en 1988. Celui-ci arrive à la conclusion que, très probablement, le climat de la Terre se réchauffe du fait de l'activité anthropique. Des effets nouveaux apparaissent pour des secteurs localement très vulnérables aux changements climatiques tels que l'agriculture ou la forêt, ou encore les zones habitées situées sous le niveau de la mer (Polders) ou les îles basses (AOSIS : alliance des petits États insulaires, menacés par une augmentation du niveau de la mer). Les zones chaudes ou subdésertiques sont concernées par un risque accru de désertification, salinisation ou incendies alors que les constructions appuyées sur le pergélisol perdent leur stabilité là où il fond anormalement.
Cet avant-bilan a été fait alors que les énergies fossiles étaient en croissance, et que les industries, individus et sociétés n'en ont jamais été aussi dépendants. Des discussions ont alors préparé la convention de Rio dont les acteurs ont été pour la première fois réunis à une même table de discussion dans le but d'arriver à des accords.

## Impacts climatiques

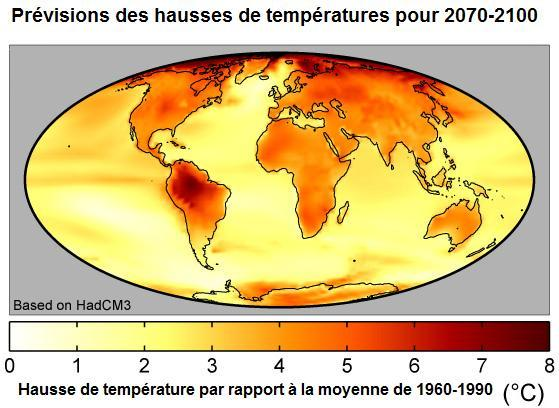
Prévisions des hausses des températures à l'horizon des années 2070-2100.

Les modèles utilisés pour prédire le réchauffement planétaire futur peuvent aussi être utilisés pour simuler les conséquences de ce réchauffement sur les autres paramètres physiques de la Terre, comme les calottes de glace, les précipitations ou le niveau des mers.
Dans ce domaine, un certain nombre de conséquences du réchauffement climatique sont l'objet d'un consensus parmi les climatologues.

### Catastrophes climatiques
Selon l'Organisation météorologique mondiale (OMM), le nombre de catastrophes d'origine météorologique, climatique ou hydrologique a été multiplié par cinq entre 1970 et 2019. Plus de 11 000 catastrophes climatiques ont été recensées au cours de cette période, soit une par jour en moyenne, causant un peu plus de 2 millions de morts et 3 640 milliards $ de dégâts matériels. Plus de 91 % des décès sont survenus dans les pays en développement. Les sécheresses ont été responsables de quelque 650 000 décès, les tempêtes de plus de 577 000 décès, les inondations de 58 700 décès et les températures extrêmes de près de 56 000 décès. Le réseau de chercheurs World Weather Attribution (WWA) a mis au point une méthodologie pour calculer les accroissements de probabilité et d'intensité attribuables au réchauffement climatique. Par exemple, le WWA a calculé qu'un épisode de gels tardifs tel que celui d'avril 2021, qui a coûté 2 milliards d'euros de perte de chiffre d'affaires à la viticulture française, a 60 % de chances de plus de survenir du fait du dérèglement du climat par les activités humaines ; le phénomène de dôme de chaleur survenu en juin 2021 au-dessus de la Colombie-Britannique et du Nord-Ouest des États-Unis aurait eu une probabilité 150 fois moindre sans les gaz à effet de serre qui s'accumulent dans notre atmosphère.

### Montée des eaux

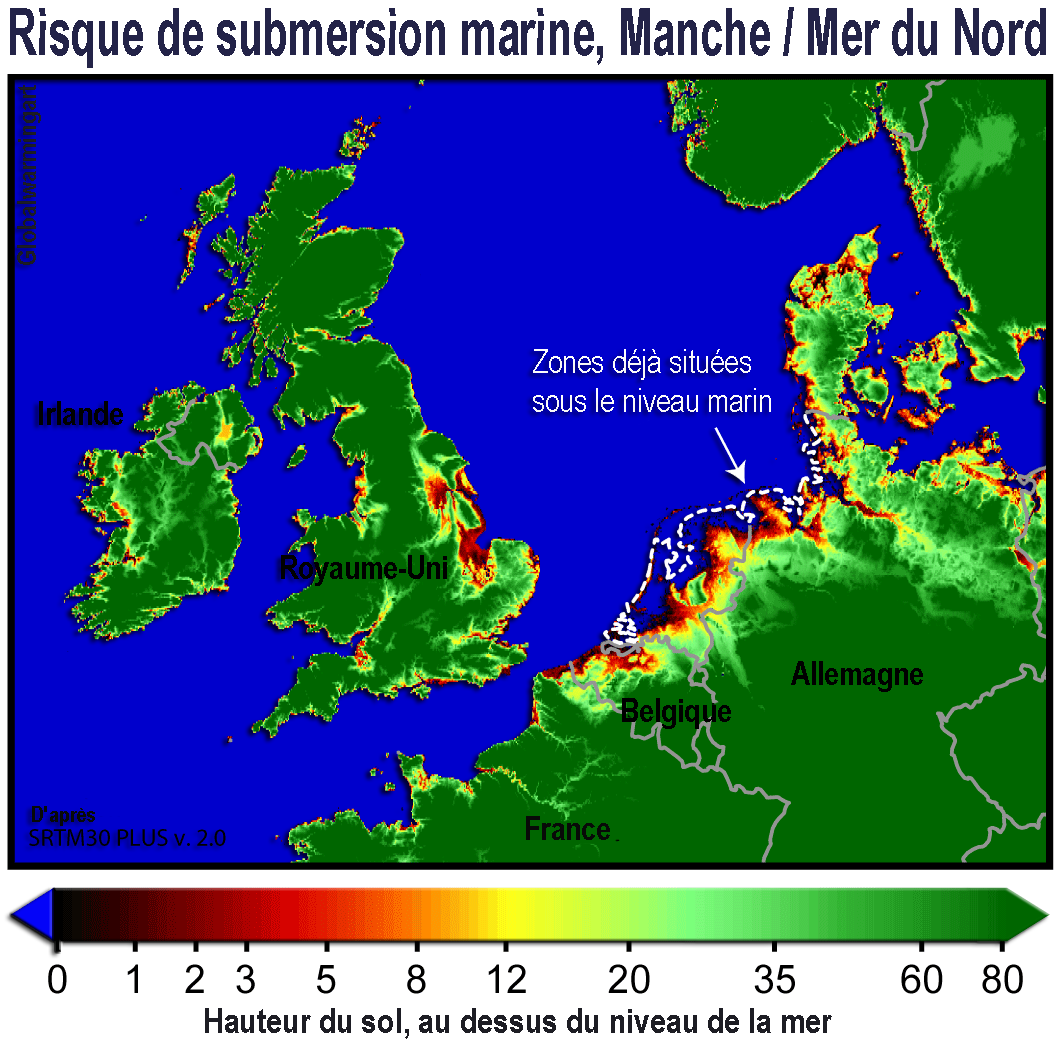
Zones à risques de submersion, pour l'Europe

Une des conséquences du réchauffement planétaire sur lesquelles s'accordent les scientifiques est une montée du niveau des océans. Deux phénomènes engendrent cette élévation :
- l'augmentation du volume de l'eau due à son réchauffement (dilatation thermique) ;
- l'apport d'eau supplémentaire provenant de la fonte des glaciers continentaux et des calottes polaires. Ce dernier phénomène s'étale sur une longue durée, la fonte des glaciers se mesurant à l'échelle de plusieurs décennies, et celle des calottes polaires sur plusieurs siècles ou millénaires[b 1].

De même que pour les températures, les incertitudes concernant le niveau de la mer sont liées aux modèles, d'une part, et aux émissions futures de gaz à effet de serre, d'autre part.
L'élévation entre 1993 et 2003 est estimée à 3,1 mm par an (plus ou moins 0,7 mm),. L’élévation prévue du niveau de la mer en 2100 est de 18 à 59 cm, selon le quatrième rapport du GIEC. Il s'agit probablement d'une estimation minimaliste, car les prévisions du GIEC sont basées uniquement sur le réchauffement futur de l'océan et la fonte prévue des glaciers de montagne, en excluant les phénomènes liés à une instabilité possible des calottes polaires, récemment mis en évidence. Le premier volet du 6ᵉ rapport du GIEC, publié le 9 août 2021, souligne l'accélération de la montée du niveau des océans : de 1,3 mm entre 1901 et 1971, la hausse annuelle moyenne de la surface des mers est passée à 1,9 mm entre 1971 et 2006, puis de 3,7 mm entre 2006 et 2018. Dans le plus sombre des scénarios élaborés par le GIEC, basé sur un doublement des émissions d'ici à 2100 par rapport à leur niveau actuel, le réchauffement serait compris entre 3,3 et 5,7 °C avec une hausse de près de 2 mètres du niveau des océans d'ici 2100.
Une montée des eaux de quelques centimètres n'a pas d'impact très visible sur les côtes rocheuses, mais peut avoir des effets très importants sur la dynamique sédimentaire des côtes plates : dans ces régions, qui sont en équilibre dynamique, la montée des eaux renforce les capacités érosives de la mer, et déplace donc globalement l'équilibre vers une reprise de l'érosion qui fait reculer les côtes.
La montée du niveau moyen de la mer a ainsi des effets beaucoup plus importants que la simple translation de la ligne de côte jusqu'aux courbes de niveau correspondantes.

### Précipitations et foudre
Selon le rapport 2007 du GIEC, une augmentation des précipitations aux latitudes élevées est très probable tandis que dans les régions subtropicales, on s'attend à une diminution, poursuivant une tendance déjà constatée, même si d'autres experts tempèrent cela, estimant les données trop rares et incomplètes pour pouvoir dégager une tendance actuelle à la hausse ou à la baisse. Selon des études publiées en 2007-2008, à l'horizon 2025, un tiers de la population mondiale pourrait se trouver en état de stress hydrique ; le réchauffement aurait tantôt un effet positif, tantôt un effet négatif, la balance entre les deux dépendant du mode de comptage adopté.
Selon une étude publiée en novembre 2014 dans la revue Science, le réchauffement climatique devrait accroître de 50 % le nombre d'impacts de foudre au cours du XXIe siècle ; le risque de foudre pourrait s'accroître de 12 % par degré Celsius additionnel aux États-Unis.

### Dégradation de la qualité de l'air
Ce sujet est en France notamment traité par l'INERIS dans le cadre du projet SALUTAIR, et dans la perspective de la COP 21 à Paris en 2015 et dans le cadre du projet SALUTAIR (Évaluation des stratégies de lutte contre la pollution de l'air à longue distance dans le contexte du changement climatique), et depuis 2009 au moins,. Il s'agit notamment de mieux comprendre et modéliser les effets sur la pollution dite « longue distance », par exemple étudiée par le programme de recherche PRIMEQUAL

### Circulation thermohaline
La circulation thermohaline désigne les mouvements d'eau froide et salée vers les fonds océaniques qui prennent place aux hautes latitudes de l’hémisphère nord. Ce phénomène serait, avec d'autres, responsable du renouvellement des eaux profondes océaniques et de la relative douceur du climat européen.
En cas de réchauffement climatique, le moteur qui anime les courants marins serait menacé. En effet, les courants acquièrent leur énergie cinétique lors de la plongée des eaux froides et salées, et donc denses, dans les profondeurs de l'océan Arctique. Or, l'augmentation de la température devrait accroître l'évaporation dans les régions tropicales et les précipitations dans les régions de plus haute latitude. L'océan Atlantique, en se réchauffant, recevrait alors plus de pluies, et en parallèle la calotte glaciaire pourrait partiellement fondre (voir Événement de Heinrich). Dans de telles circonstances, une des conséquences directes serait un apport massif d’eau douce aux abords des pôles, entraînant une diminution de la salinité marine et donc de la densité des eaux de surface. Cela peut empêcher leur plongée dans les abysses océaniques. Ainsi, les courants tels que le Gulf Stream pourraient ralentir ou s'arrêter, et ne plus assurer les échanges thermiques actuels entre l'équateur et les zones tempérées. Pour le XXIe siècle, le GIEC considérait dans son rapport 2007 comme très probable un ralentissement de la circulation thermohaline dans l'Atlantique, mais comme très improbable un changement brusque de cette circulation.

#### Arrêt de la circulation thermohaline
Selon une théorie, un éventuel arrêt de la circulation thermohaline, dû au réchauffement climatique, pourrait engendrer une chute importante de température voire une ère glaciaire en Europe et dans les régions à hautes latitudes. En effet, l'Europe se situe à la même latitude que le Québec, et l'étude de Detlef Quadfasel publié dans Nature (revue) en décembre 2005 démontre qu'une partie de la différence de climat semble résider dans le fait que l'Europe profite de l'apport thermique du Gulf Stream. L’équateur, à l'inverse, accumulerait alors de la chaleur, ce qui stimulerait la formation continuelle d'ouragans amenant des précipitations de grande ampleur.
Cette hypothèse d'un refroidissement de l'Europe qui suivrait le réchauffement global n'est cependant pas validée. En effet, il n'est nullement établi que le Gulf Stream soit la seule cause des hivers doux en Europe. Ainsi, Richard Seager a publié en 2002 une étude scientifique sur l'influence du Gulf Stream sur le climat. Selon lui l'effet du Gulf Stream est un mythe et n'a qu'un effet mineur sur le climat en Europe. La différence entre les températures hivernales entre l'Amérique du Nord et l'Europe est due au sens des vents dominants (vent continental glacial du nord sur la côte Est de l'Amérique du Nord et vent océanique de l'ouest en Europe) et à la configuration des Montagnes Rocheuses.

### Glaces et couverture neigeuse
Les scientifiques du GIEC prévoient, pour le XXIe siècle, une diminution de la couverture neigeuse et un retrait des banquises. Les glaciers et calottes glaciaires de l'hémisphère nord devraient aussi continuer à reculer, les glaciers situés à moins de 3 400 m d'altitude pouvant être amenés à disparaître.
En revanche, l'évolution de la calotte glaciaire antarctique au cours du XXIe siècle est plus difficile à prévoir.
En 2006, une équipe de chercheurs américains a mis en évidence un lien entre l'activité humaine et l'effondrement de plates-formes de glace dans l'Antarctique. Les réchauffements locaux seraient dus à un changement de direction des vents dominants, cette modification étant elle-même due à l'augmentation de la concentration de l'air en gaz à effet de serre et la dégradation de la couche d'ozone en Antarctique à cause des CFC d'origine humaine.
Toutefois, selon une lettre envoyée au journal Nature, ces réchauffements ne s'observent que localement. En effet, l'Antarctique connaît globalement un climat de plus en plus froid et sa couverture glacée est en expansion, les élévations de la température dans ces secteurs très froids se révélant favorables à une augmentation des précipitations neigeuses donc à terme, à une augmentation des volumes de glace.
Cependant, la quantité de glace de l'Antarctique déversée dans les mers a augmenté de 75 % durant les dix années précédant 2008. Ce phénomène risque de s'amplifier en raison de la disparition de la banquise qui cesse alors d'opposer un obstacle au déversement des glaciers dans l'océan.

### Verdissement
Après analyse de relevés satellitaires sur une vingtaine d’années, la NASA note en février 2019 une progression des surfaces vertes de 5 % entre 2000 et 2017. Ce résultat contre-intuitif s'explique par l'augmentation de la concentration en vapeur d'eau dans l'atmosphère, causant une augmentation des précipitations. Elle provient aussi du recul des glaces, cédant la place à des prairies. Mais aussi à des politiques de reboisement en Chine ou en Afrique, qui ne parviennent toutefois pas à restaurer rapidement l'état des forêts. Enfin elle trouve aussi une condition favorable avec la hausse des concentrations de dioxyde de carbone, favorisant ainsi la photosynthèse, qui cependant ne suffit pas à faire abaisser suffisamment l'augmentation de la concentration CO2 dans l'atmosphère.

#### Déclin de la biomasse océanique
La masse de phytoplancton décline de 1 % par an depuis quarante ans. Les zones mortes océaniques, déficitaires en oxygène dissous produit par ces organismes unicellulaires, s'étendent au rythme de 8 % par an : le Programme des Nations unies pour l'environnement en dénombrait 150 en 2003 et plus de 500 en 2015. Les coraux sont également en danger et, avec eux, un milliard d'êtres humains sont menacés de famine : selon une étude conduite par Pascale Chabanet, chercheuse à l'Institut de recherche pour le développement (IRD) de La Réunion, sur une soixantaine de sites coralliens de l'océan Indien, la moitié a déjà disparu ; « avec l'extinction des forêts coralliennes, c'est le réservoir de biodiversité vivrière le plus riche de la planète qui est en train de s'éteindre ».

### Conséquences brusques ou irréversibles, et prospectives
Selon le GIEC, « le réchauffement anthropique de la planète pourrait entraîner certains effets qui sont brusques ou irréversibles, selon le rythme et l'ampleur des changements climatiques ».
- On prévoit une augmentation du niveau de la mer de quelques dizaines de centimètres d'ici 2100, mais au cours des siècles et des millénaires suivant, la fonte partielle des calottes polaires pourrait relever de plusieurs mètres le niveau marin, en inondant les zones côtières basses, certaines îles basses et les deltas[a 2].
- Environ 20 à 30 % des espèces évaluées à ce jour[Quand ?] sont susceptibles d'être exposées à un risque accru d'extinction si l'augmentation du réchauffement mondial moyen dépasse 1,5 à 2,5 °C (par rapport à 1980-1999). Avec une augmentation de la température mondiale moyenne supérieure d'environ 3,5 °C, les projections des modèles indiquent des extinctions (de 40 à 70 % des espèces évaluées) dans le monde entier[a 2]. En mai 2008, les États-Unis ont inscrit l'ours blanc d'Alaska sur la liste des espèces menacées[28] ;
- Le réchauffement pourrait induire un effet rebond irréversible à échelle humaine de temps s'il amorce des incendies de forêts[réf. nécessaire] et un dégazage important de méthane des pergélisols et fonds marins[29]. La quantité de méthane actuellement dégagée par le pergélisol en train de fondre est de l'ordre de 14 à 35 millions de tonnes par an. On estime que cette quantité s’élèvera de 100 à 200 millions de tonnes par an d'ici 2100, menant à elle seule à une élévation de température de l'ordre de 0,3 °C. Au cours des prochains siècles, 50 milliards de tonnes de méthane pourraient être dégagés par les lacs thermokarstiques sibériens[30].
- L'eau plus chaude et plus acide, et des pluies hivernales plus intenses, ainsi que des chocs thermiques et mouvements de nappe accrus pourraient avoir avant la fin du siècle des effets indirects sur le sol et sous-sols : des effondrements de cavités souterraines (carrières, d'anciens abris souterrains, de sapes de guerre ou de marnières, etc.) sont attendus. (3 000 communes sont soumises à ce risque en France, hors risque d' « affaissement minier » selon l'INERIS[31]. Un Plan cavités (sur les risques liés ou non au changement climatique) serait à l’étude en France selon l'INERIS.
- Certains, dont le climatologue James Hansen, estiment que « la Terre pourrait avoir déjà dépassé le seuil dangereux de CO2, et la sensibilité de la planète au dioxyde de carbone est bien plus importante que celle retenue dans les modèles »[32].

Des visions prospectives optimistes et moins optimistes cohabitent en 2009 : certains insistent sur le fait que les solutions techniques existent, et qu'il ne reste qu'à les appliquer (les maisons pourraient être isolées, et produire plus d'électricité qu'elles n'en consomment, les transports maîtrisés, les villes pourraient être plus autonomes et dépolluer l'air).
D'autres — tout en invitant à appliquer au plus vite ces solutions voire une décroissance soutenable et conviviale — réalertent, constatent que de 1990 à 2009, la tendance a été la réalisation des fourchettes hautes d'émission de gaz à effet de serre, conduisant aux scénarios catastrophe du GIEC, et estiment qu'il est temps de cesser de parler de « changement » pour décrire une catastrophe.
Une étude parue dans la revue Science du 3 juillet 2015 prévoit, au-delà de 2 °C de réchauffement, des impacts massifs et généralement irréversibles sur les écosystèmes océaniques et les services qu'ils rendent ; les efforts d'adaptation deviendraient alors inopérants.

### Phénomènes à très long terme
La majorité des climatologues pensent que les phénomènes induits par l'émission des gaz à effet de serre vont se poursuivre et s'amplifier à très long terme.
Le troisième rapport du GIEC insiste en particulier sur les points suivants :
- certains gaz à effet de serre ont une espérance de vie longue, et influent donc sur l'effet de serre longtemps après leur émission (durée de vie dans l'atmosphère d'environ 100 ans pour le CO2[37]) ;
- de par l'inertie du système climatique, le réchauffement planétaire se poursuivra après la stabilisation de la concentration des gaz à effet de serre. Ce réchauffement devrait cependant être plus lent ;
- l'inertie, plus grande encore, de la masse océanique fait que l'élévation du niveau des mers se poursuivra même après la stabilisation de la température moyenne du globe. La fonte de calottes glaciaires, comme celle du Groenland, sont des phénomènes se déroulant sur des centaines voire des milliers d'années[b 1].

Les récentes observations dans la zone arctique menées sous l'égide du programme européen Damoclès (Developping Arctic Modelling and Observing Capabilities for Long-term Environmental Studies) ont créé une véritable surprise dans le monde scientifique.
En effet, celles-ci montrent une différence importante par rapport aux prévisions issues des différents modèles et sur lesquelles sont basées les conclusions du GIEC : ceci se traduit par une nette accélération des effets dus à l'augmentation des gaz à effet de serre en Arctique (fonte totale de la banquise en été d'ici 2020),.

### Rétroactions
Les scientifiques nomment rétroactions les actions en retour du système climatique sur lui-même. Ces rétroactions sont positives lorsque le réchauffement climatique induit des phénomènes contribuant eux-mêmes à accentuer ce réchauffement, et négatives lorsque les phénomènes induits contribuent à réduire le réchauffement. De telles rétroactions ont déjà été observées lors de précédents réchauffements climatiques, à la fin d'une ère glaciaire ; le climat peut ainsi, en quelques années, se réchauffer de plusieurs degrés.
Les principales rétroactions, qui sont positives, sont les suivantes :
- le dégagement de méthane : le méthane (CH4, qui n'est autre que le gaz naturel, à quelques « impuretés » près), est un gaz à effet de serre 23 fois plus réchauffant que le CO2. Il se forme lorsque la décomposition de la matière organique s'effectue avec un manque d'oxygène, et sous l'action de bactéries, un processus nommé méthanisation. Les sols humides (marais) sont très propices à cette création de méthane, qui est alors libéré dans l'atmosphère (cela peut donner lieu à des inflammations spontanées et l'on peut observer des feux follets). Si le sol est gelé, le méthane reste piégé dans la glace sous la forme d'hydrates de méthane. Le sol de Sibérie est ainsi un immense réservoir de méthane (sans doute trop diffus pour être exploité industriellement) : selon Larry Smith du département de géographie de l'UCLA, la quantité de méthane présent dans le sol sibérien serait de 70 milliards de tonnes, soit un quart du méthane stocké à la surface de la planète[40]. Si le sol se réchauffe, la glace fond et libère le méthane déjà présent initialement, ce qui a pour conséquence un effet de serre plus marqué, et par suite un emballement du réchauffement climatique, qui fait fondre la glace encore plus vite. On parle aussi de bombe à carbone ;
- le ralentissement et la modification des courants océaniques : l'océan capte aujourd'hui le tiers du CO2 émis par les activités humaines. Mais si les courants océaniques ralentissent, les couches d'eau superficielles peuvent se saturer en CO2 et ne pourraient plus en capter comme aujourd'hui. La quantité de CO2 que peut absorber un litre d'eau diminue à mesure que l'eau se réchauffe. Ainsi, de grandes quantités de CO2 peuvent être relarguées si les courants océaniques sont modifiés. En outre, l'accumulation de CO2 dans les océans conduit à l'acidification de ces derniers, ce qui affecte l'écosystème marin et peut induire à long terme un relargage de CO2. Les moteurs de la circulation océanique sont de deux types : l'eau en se rapprochant des pôles se refroidit et devient donc plus dense. De plus, l'eau de mer qui gèle rejette son sel dans l'eau liquide (la glace est constituée d'eau douce), devenant au voisinage des calottes glaciaires encore plus dense. Cette eau plonge donc et alimente la pompe : l'eau plus chaude de la surface est aspirée. L'eau du fond (froide) remonte dans les zones des tropiques et / ou équatoriales et se réchauffe, ceci en un cycle de plus de 1 000 ans. Si les calottes de glace fondent, la pompe se bloque : en effet, l'eau qui plonge provient de la calotte et non plus de l'eau refroidie en provenance des tropiques. Un effet similaire est observé si les précipitations augmentent aux hautes latitudes (ce qui est prévu par les modèles) : l'eau qui plongera sera l'eau douce de pluie. À terme, une forte perturbation du Gulf Stream est envisageable ;

- la variation d'albédo : actuellement, la neige et la glace des zones polaires réfléchissent les rayons solaires. En cas de fonte de cette neige ou de cette glace, les rayons solaires sont davantage absorbés, entraînant un réchauffement supplémentaire de ces régions et une fonte accentuées, amplifiant le phénomène.

Les rétroactions négatives sont plus incertaines :
- le développement de la végétation : dans certaines régions, le réchauffement climatique pourrait être favorable au développement de la végétation, qui est un puits de carbone, ce qui contribuerait à limiter l'augmentation des gaz à effets de serre ; or un article d'une équipe d’écologues forestiers néerlandais, paru lundi 15 décembre 2014 dans Nature Geo-science, annonce qu’ils n’observent aucune croissance accélérée des arbres tropicaux depuis cent cinquante ans, ce qui suggère que cette rétroaction négative n'existerait pas[41] ;
- le rôle de la vapeur d'eau : le réchauffement climatique pourrait augmenter la formation de nuages contribuant à réfléchir davantage les rayons solaires. Cependant, la vapeur d'eau est elle-même un gaz à effet de serre et le bilan final d'une augmentation de vapeur d'eau dans l'atmosphère est assez difficile à prévoir[42].

Une étude publiée en février 2018 évalue les effets complexes du changement climatique sur les nuages, qui couvrent en moyenne 70 % de la planète : elle observe que les nuages d’altitude s’élèvent et que les systèmes nuageux se déplacent généralement vers les pôles ; ces deux tendances devraient accélérer le réchauffement de la planète ; les observations à courte échelle de temps suggèrent que les nuages tropicaux bloqueront moins de lumière solaire, accroissant ainsi le réchauffement, et que les nuages en dégel pourraient constituer un plus faible frein au réchauffement qu’on ne l’avait imaginé ; les effets amplificateurs de l'effet de serre l'emportent largement sur les effets le limitant.

### Effets sur le cycle des saisons
Le Groupe d'experts intergouvernemental sur l'évolution du climat explique, en août 2021, que « dans le cas d'un réchauffement planétaire de 1,5°C, les vagues de chaleur seront plus nombreuses, les saisons chaudes plus longues et les saisons froides plus courtes ».
Sur la période 1991-2020, par rapport à la période 1961-1990, Météo France indique que les températures ont augmenté en moyenne de 0,8°C en automne et en hiver, 1,4°C en printemps et 1,5°C en été sur le territoire français.
La climatologue Christine Berne estime que l'on peut imaginer, aux alentours de 2050, « de premières vagues de chaleur en mai et de derniers sursauts de chaleur en octobre ». Elle décrit cette période, qui s'étend sur 6 mois, comme un « été envahissant » qui serait « une longue saison chaude et probablement très sèche ». Par ailleurs, selon certaines études, à l'horizon 2050, l'hiver « pourrait être concentré entre Noël et début février ».
Ces déplacements des saisons ont en outre des effets négatifs sur la végétation et la pollinisation, et ainsi sur l'ensemble de la biodiversité.

## Impacts sur les écosystèmes

### Constat de l'impact des gaz à effet de serre anthropiques
Les inquiétudes liées aux gaz à effet de serre sont dues aux problématiques soulevées par le réchauffement climatique. Ce terme désigne le phénomène d'augmentation des températures globales des espaces maritimes ainsi que de l'atmosphère causé par les GES dit anthropique, c'est-à-dire d'origine humaine. Le réchauffement climatique est une conséquence directe de la révolution industrielle, qui a vu l'explosion de la production d'énergies fossiles tel que le pétrole et le charbon. Le constat concernant la situation climatique de la planète est très critique. De nos jours, les températures moyennes sont 0,6 % au-dessus des températures préindustrielles, et ce nombre en constante évolution pourrait attendre 5,8 % si la consommation planétaire ne venait pas à se stabiliser. Ce phénomène présente donc des incidences climatiques importantes.

### Impacts sur la faune et la flore
Les nombreuses modifications causées par le réchauffement climatique tendent à déséquilibrer la répartition des espèces sur terre, et donc à déséquilibrer par le même biais l'écosystème. De nombreuses espèces se doivent de migrer en plus grand nombre dans un espace qui se réduit de plus en plus. Par exemple, 28 000 oies cendrées ont hiverné en France en 2011 contre seulement dix en 1968. On constate également l'expansion des espèces nuisibles qui se dirigent vers des territoires qu'elles n'habitaient pas jusqu'alors. Ces espèces parasites et invasives représentent donc un danger pour la faune et la flore en place dans les dites zones. La chenille processionnaire, dangereuse à la fois pour l'humain ainsi que pour les animaux, et dont la modification de son aire de répartition géographique et de sa zone d'habitat est un indicateur du réchauffement climatique, marque une progression en direction du nord observée depuis les années 1970, avec une vitesse d'expansion, relevée de 1975 à 2004, comprise entre 3 et 7 m/an au sein du val Venosta, dans la province autonome de Bolzano et atteignant jusqu'à 5,6 km/an en région Centre et enregistrée durant les années 1990,.

### Destruction des écosystèmes
Le réchauffement climatique possède un effet dévastateur quant à l'équilibre de l'écosystème. En effet, elle est la cause de la modification de l'habitat naturel de plusieurs espèces végétales et animales, qui à défaut de pouvoir s'adapter, disparaissent. On estime entre 20 et 30 % des espèces menacées d'extinctions et à 60 % le nombre d'espèces disparues durant ces quarante dernières années.

## Impacts sur la santé humaine
Outre l'impact sur l'environnement, le réchauffement climatique présente également des conséquences sur la santé humaine dont les effets se font déjà ressentir aujourd'hui.

### Effets psychosociaux
Il existe un lien fort entre l'environnement et la construction de la psyché individuelle et collective. Les psychologues de l'environnement, et certains prospectivistes et philosophes de l'environnement s'attendent donc à ce que la dégradation conjointe du climat et de la biodiversité induise des formes nouvelles de stress (« écoanxiété »…) ou de trouble de la santé mentale. La prise de conscience du risque à venir de collapsus écologique régional ou planétaire pourrait déjà être chez de nombreux experts du climat et de la biodiversité une source de ce que la chercheuse belgo-canadienne Véronique Lapaige dénomme un texte « stress pré-traumatique » (mécanisme proche du stress post-traumatique, mais survenant avant la survenue d'un évènement a priori catastrophique). Selon V Lapaige, ce syndrome de stress pré-traumatique semble de plus en plus fréquent ou intense chez les jeunes, mais aussi chez les chercheurs de haut niveau travaillant sur les thèmes du climat et de la biodiversité, ainsi que chez certains prospectivistes de plus en plus confrontés à la collapsologie.
- Certains troubles mentaux semblent plus fréquents chez les réfugiés climatiques et chez les victimes d’événements climatiques extrêmes (canicule]s, tempêtes, inondations…). Ainsi a-t-on parlé après l’ouragan Katrina de : « dépression post-Katrina ». Les plus pauvres y sont a priori plus vulnérables.
- Des rapports prospectifs pointent un risque accru de dépression et de conflits socioéconomiques, avec des violences favorisées par la baisse de qualité de vie (conditions de vie rendues climatiquement invivables) ou à la suite de la répétition d'épisodes climatiques extrêmes, avec perte de services écosystémiques et de ressources vitales (halieutiques, agricoles, forestières, génétiques, touristiques).
- Un rapport américain, prévoit 24 000 homicides et agressions supplémentaires aux États-Unis pour deux degrés de plus. Une autre étude a déjà constaté à Montréal un nombre accru d'actes criminels quand il fait plus de 30 °C.
- En Inde, des populations agricoles victimes du dérèglement climatique sont conduites à un manque critique d'eau et de nourriture, ce qui selon une étude (2017) accroit le nombre de suicides : « une augmentation de la température de +1 °C en une seule journée pourrait causer environ 70 suicides de plus » [50].
- Le philosophe australien Glenn Albrecht[51] a forgé le nom et concept de « solastalgia ». Ce mot signifie pour lui « être privé de l’essence même de son environnement »[52], mot forgé à partir du mot anglais solace, qui signifie réconfort/soulagement, le suffixe algia évoquant la douleur (comme dans nostalgie) et la mélancolie pour, afin de décrire « l'impact psychologique causé par la détérioration de l’environnement sur la conscience et le bien-être des collectivités et des individus »[52], un stress lié à des changements globaux sur lesquels l'individu, voire les collectivités peuvent avoir l'impression de ne plus voir aucune prise[52]. Ce néologisme décrit « cet état d’impuissance et de détresse profonde causé par le bouleversement d’un écosystème »[52], bien que les notions d’écoanxiété[53] et d’écoparalysie sont aussi apparus dans la littérature[54]. Comment « passer d’une époque anthropocène (marquée, depuis la fin du XVIIIe siècle, par l’influence prédominante de l’être humain sur la biosphère), au « symbiocène », une ère où l’homme devra apprendre à vivre en symbiose avec la planète pour assurer sa propre survie »[52] s'interroge-t-il.

### Impacts physiologiques et sanitaires
L'augmentation des températures estivales pourrait s'élever au-delà des capacités de l'organisme humain, qui ne pourrait ne plus survivre sans protection. De plus, on assiste à des vagues de chaleur mortelles qui pourraient se faire de plus en plus régulières. La canicule européenne de 2003 en est l'exemple le plus marquant, causant un excès de 15 000 décès en France - c'est-à-dire une surmortalité de +55 %. Au-delà des pertes humaines, le niveau des récoltes baisse de 20 % et elle fut le point d'orgue d'une crise politique. On pourrait également parler de la canicule de 2013 aux États-Unis, dont les répercussions furent minimes, mais les constatations furent les mêmes. Selon une étude, une personne sur trois serait potentiellement exposée à des vagues de chaleur, proportion qui pourrait monter à trois sur quatre d'ici 2100.
Les maladies infectieuses sont également en augmentation à cause du réchauffement climatique. En effet, la hausse des températures hivernales augmentent la période d'activité (et donc par la même occasion la période de reproduction) des insectes vecteurs de virus infectieux. Le moustique tigre par exemple, vecteur du Chikungunya, de la Dengue et du Zika, s'est étendu au-delà des océans, et est désormais l'un des insectes vecteurs les plus invasifs au monde. Pour le cas de la Dengue d'après l'Organisation Mondiale de la Santé (OMS), environ 2,5 milliards de personnes sont exposées à cette maladie, et il y aurait à ce jour 50 millions de cas dont une majorité nécessiterait une hospitalisation. Les insectes vecteurs du paludisme ont également vécu une grande expansion dans les dernières années. Ainsi, au Kenya par exemple, on constate des cas d'épidémies à des altitudes dépassant les 2 000 mètres, à des températures inhabituellement concernées par ce genre de cas.

## Effets géopolitiques: conventions et acteurs

### Éléments précurseurs et conventions
La négociation climatique s'est effectuée dès la remise du premier rapport du GIEC de 1990, qui a débouché sur le sommet de la terre tenu à Rio de Janeiro en 1992. Cette conférence établissait une série de normes en matière de lutte contre le réchauffement climatique et en faveur du développement durable, sans toutefois imposer aucune contrainte aux pays signataires. Cette conférence a permis « d'admettre le fait politique de la réalité scientifique du risque du changement climatique ».
La divergence entre les États était claire et les tensions parfois vives entre les niveaux ministériels. Toutefois, les enjeux de tenir une telle conférence n'ont pas été dictés uniquement dans l'optique d'un réchauffement du climat. Effectivement, la liaison avec la sécurité énergétique mondiale, l'émergence du tiers monde comme grand consommateur potentiel d'énergie et le maintien d'une consommation abondante des États-Unis, ont pesé dans la balance. Il semble qu'aujourd'hui, la coopération internationale doit suivre trois axes complémentaires : la coopération politique, la coopération technologique et la coopération financière. On peut, en suivant ces trois axes, effectuer plusieurs propositions telles que : la fixation d'objectifs à long terme d'ici 2050, le renforcement des marchés du carbone, un accord spécifique sur la déforestation évitée ou encore la mise en place d'accords sectoriels. Une réflexion dans ce sens permettrait de renouveler l'approche de la négociation climat.

### Acteurs

#### États-Unis et Tiers monde
La guerre du Golfe de 1991 au Moyen-Orient s'insère dans le contexte et illustre la primauté des intérêts énergétiques américains sur la question environnementale[réf. nécessaire]. La peur de se faire dépasser par les blocs émergents a amené les États-Unis à rejeter tous les pourparlers en matière de Quota d'émission de gaz à effet de serre et de taxes sur le carbone, qu'ils percevaient comme une « restriction de la souveraineté du Congrès américain » et une entorse au libre-échange[réf. nécessaire].
La majeure partie des pays en développement n'ont pas ratifié le protocole de Kyoto, mais à la base ce sont les pays industrialisés qui sont la source du problème avec les États–Unis en tête. C'est dans cette optique que la première étape passe par la volonté d'assumer cette responsabilité. « Le plus grand danger planétaire qui planera sur la paix dans le monde ces prochaines années découlera non pas des actes irrationnels d'États ou d'individus, mais des demandes légitimes des démunis du monde entier. ». L'avènement de Kyoto accentue davantage la dissymétrie entre les différents acteurs. La puissance de groupes de pression pétroliers, charbonniers et électriques suffit à montrer le poids des intérêts.[Quoi ?]». Avec Kyoto, de nombreuses solutions sont avancées, la diversification des ressources énergétiques et les bourses du carbone, mais seront jugées trop contraignantes par les États-Unis. En effet, ces derniers n'étaient pas prêts à lancer de tels marchés et n'avaient aucun « schéma opérationnel », ayant basé l'ensemble de leur géostratégie sur le pétrole. De plus, les quotas d'émissions sont inacceptables pour les pays en développement qui se doivent de réduire leurs émissions existantes par rapport à 1990. Les pays du Sud et membres du G 7 voient donc une initiative des pays du nord pour restreindre leur développement.

#### Union européenne
Alors que les États-Unis, la Chine et l'Australie rechignaient à soutenir le protocole de Kyoto, l'Union européenne a été leader dans le dossier du réchauffement climatique. L'Europe a été contrainte de négocier en un bloc homogène pour des raisons de subsidiarité et de non-concurrence déloyale entre États, ce qui lui a aussi permis de rappeler son poids géopolitique.
Le GIEC a rappelé à l'Europe sa vulnérabilité face au risque de submersion et d'érosion côtière pour sa façade ouest mais aussi les risques de sécheresses graves (salinisation, désertification, incendies pour le sud européen). Les modèles projettent d'importantes différences régionales et locales. Les capacités de résilience écologique des écosystèmes deviennent aussi un enjeu socio-économique (beaucoup d'usines chimiques, de raffineries, de grands ports stratégiques, des centrales électriques, dont nucléaires, sont construites sur les littoraux. Ce sont aussi sur des atolls vulnérables à la submersion qu'on a fait de nombreux essais nucléaires (Moruroa en particulier…).
Ce sont aussi sur les littoraux qu'ont subsisté de nombreux milieux naturels précieux et menacés (par exemple en France, coûteusement achetés par le Conservatoire du littoral en France) ; ils abritent une partie importante des réserves naturelles et de la biodiversité mondiale. De nombreux récifs du domaine ultramarin de l'UE risquent de ne pas pouvoir croître assez vite pour s'adapter à une montée de l'eau, surtout si celle-ci devient plus turbide et polluée en raison d'une augmentation de l'érosion, ce qui semble être déjà le cas. Beaucoup de ressources sont menacées par la montée des océans ou le réchauffement des écosystèmes terrestres.

#### France
En 2017, le Ministère de la Défense (Direction générale des relations internationales et de la stratégie ou DGRIS du ministère) a confié pour 4 ans à l'Iris (Think tank créé en 1991 : Institut de relations internationales et stratégiques) la mise en place d'un « Observatoire géopolitique des enjeux des changements climatiques en termes de sécurité et de défense ».
Cet observatoire doit étudier « les liens de corrélation, voire de causalité, entre facteurs climatiques, environnementaux et conflits, et à dresser une typologie des crises potentielles » pour évaluer les effets sur les questions de défense des États, d’organisation des armées, d'équipements et d'infrastructures. Bastien Alex (chercheur à l'Iris) et François Gemenne (qui dirige le programme Politiques de la Terre de Sciences Po et de l'Université Sorbonne Paris Cité) le piloteront avec une vingtaine de personnes.
Cet observatoire doit produire des rapports, des bulletins de veille, des notes d'analyses, des séminaires dont le contenu sera pour partie mis en ligne.

## Impacts économiques
En 2015, The Economist soutenait que la meilleure stratégie était de continuer à développer la prospérité et la technologie, pour être mieux équipés face au réchauffement : avec une économie 300 % plus forte qu'elle ne l'était alors (en 2015), elle serait plus en mesure de faire face aux coûts du changement climatique.
En 2005, dans le rapport Stern (700 page, remis au gouvernement britanniques), l'ex-économiste de la banque mondiale Nicholas Stern annonce des coûts de 7 000 milliards de dollars si les gouvernements ne prennent pas de mesures radicales dans la décennie, soit un coût plus élevé que les deux grandes guerres mondiales et que la crise économique de 1929, avec aussi 200 millions de réfugiés victimes de sécheresse et d'inondations par an. La FAO estime de son côté que 65 pays en développement (50% de la population) subiront des pertes de production de 280 millions de tonnes/an, soit 16 % du PIB agricole et 56 milliards de pertes, sous l'effet des changements climatiques. La Chine est une des rares bénéficiaires de la situation, avec une augmentation de 15 % de sa production céréalière pour 360 millions de tonnes de plus. L'OCDE confirme que les pays en développement sont les grands perdants de cette conjonture (pertes de 57 à 121 milliards, contre 13,5 à 17,6 milliards de dollars pour les pays développés). Le World Watch Institute craint qu'en 2025, 40 % de la population mondiale vivent des épisodes de stress hydrique. Cette ségrégation géographique, en partie due au fait que tous les pays ne seront pas touchés à parts égales par le réchauffement sera source de tensions pouvant dégénérer en conflit armé car des ressources en eau sont indispensables, tandis que les sources d'eaux douces pourraient être mises à rude épreuve à certains endroits de la Terre.
Les impacts économiques du changement climatique montre que, bien que les effets à court terme puissent être modérés ou positifs, les conséquences à long terme sont principalement négatives, surtout pour les régions les plus pauvres. Prévoir les pertes financières et la volatilité des catastrophes naturelles à court et long terme est crucial, c'est pourquoi il est nécessaire d'utiliser des outils innovants pour la gestion des risques, notamment pour les particuliers confrontés à des problèmes menaçant leur patrimoine, ainsi que pour les pays qui doivent évaluer la politique et la gestion des ressources, et pour les assureurs et les banques, qui sont exposés aux risques climatiques, notamment à travers leurs clients.

## Études de cas

### Impact sur l'agriculture des États–Unis
L'agriculture des États-Unis serait aussi fortement touchée par les changements climatiques, et ce, même si leur position demeure bien tranchée sur la question. L'industrie agroalimentaire américaine, tout de même très puissante, subirait de lourdes pertes. En somme, en modifiant des variables comme la température, la pluviométrie, la qualité des sols, le drainage et l'érosion, l'agriculture s'y trouverait modifiée dans son ensemble et certaines espèces agricoles considérées sténotherme et peu tolérantes aux changements brusques s'en trouveraient perturbées. En effet, dans un scénario à triplement des émissions préindustrielles, les pertes agricoles oscilleraient entre 10 et 25 % de la valeur pour la période 2020-2049 et de 27-69 % pour la période allant de 2070-2099. Cette analyse a été réalisée pour l'est du 100e méridien qui établit la limite entre l'agriculture pluviale et irriguée et qui est le grenier des États-Unis avec 72 % du rendement agricole. L'ouest plus aride et reposant sur l'agriculture irriguée répond à une dynamique toute différente avec la Californie en tête. Celle-ci répond directement à la disponibilité de la couverture neigeuse des montagnes de la Sierra Nevada qui lui fournissent 75 % de son eau au printemps et en été. Cette couverture neigeuse pourrait décliner de 30 à 70 % dans un scénario à doublement des émissions causant des effets dramatiques pour l'agriculture et les besoins urbains en eau, plus criants en période de sécheresse.
Néanmoins pour nuancer ces « prévisions » rappelons que les observations montrent que le centre des États-Unis s'est refroidi durant une bonne partie du XXe siècle et que certains États sont plus froids que dans les années 1930.

### Région méditerranéenne
Pour ce qui est du climat méditerranéen, une publication espagnole portant sur l'influence du réchauffement sur les agrumes dont 60% sont produits sous climat méditerranéen chaud - lequel se réchauffe 20 % plus vite que la moyenne mondiale (2024) - «les températures de 27 °C à 33 °C à la fin de l’été réduisent considérablement l’acidité des fruits» ce qui affecte négativement la qualité interne des fruits. Les périodes de floraison et de récolte sont avancées. Au cours des 20 dernières années (2004-2024) les pays méditerranéens du climat de l'oranger ont été particulièrement touchés par une chaleur extrême dans la deuxième quinzaine de juillet, l'Italie a enregistré 48,2 °C, Tunis 49,0 °C, Agadir 50,4 °C et Alger 49,2 °C. ,  «le stress thermique en climat sec est corrélé aux changements de qualité des fruits et de leur jus».

### Canada
Le Canada au début des années 1980 était un leader en matière climatique. Ce rôle se retrouva à l'apogée à la conférence de Rio où il joua un rôle de premier plan. Le Canada a signé le protocole de Kyoto en 1997, mais il ne l'a jamais ratifié. Ces engagements faisaient en sorte qu'il devait réduire de 6 % ses émissions atmosphériques par rapport au niveau de 1990, et ce, jusqu'à 2012.
La forte dépendance du Canada envers les États-Unis en matière économique et commerciale a obligé le gouvernement alors en place à faire preuve de très peu d'autonomie et à suivre la position américaine.[réf. nécessaire]

#### Situation en interne
Brian Mulroney et Jean Chrétien étaient tous les deux en faveur d'une action mondiale concertée dans le dossier des changements climatiques. Cependant, la venue d'un nouveau gouvernement conservateur piloté par Stephen Harper change la donne et la question environnementale est reléguée au second plan, au détriment du développement économique. Ce dernier en 2006 a affirmé son désir de retraiter du protocole de Kyoto qu'il percevait comme un complot socialiste tout en remettant en cause la fameuse courbe du Bâton de Hockey. Sa position cadre très bien avec celle du président américain George W. Bush et avec celles des lobbys du pétrole. Ce même gouvernement vient de publier un rapport d'étude sur les coûts qu'engendrerait le respect des objectifs de Kyoto. Ce rapport fait état d'une augmentation de 25 % du taux de chômage, soit une perte nette de 275 000 emplois. De plus, limiter le tiers des émissions dans le secteur des transports, selon ce rapport, ferait doubler le prix du gaz naturel et augmenterait de 60 % le coût de l'essence. De plus, cette étude évalue que limiter les émissions d'une tonne de carbone coûte en moyenne 195 $. Cependant, les effets sociaux positifs ne sont pas inclus dans ce rapport, comme les marchés des énergies renouvelables et les bourses du carbone.
Le gouvernement conservateur s'est tout de même doté d'un plan de lutte aux gaz à effet de serre. Ce plan permettrait aux émissions de GES d'augmenter jusqu'en 2012 pour ensuite les faire diminuer de 20 % sous le niveau de 2006 en 2020. Les émissions seront toutefois 10 % plus élevées que ce que Kyoto prévoyait.

#### Bilan des émissions selon les provinces
En 2003, le Canada émettait environ 740,2 mégatonnes de GES et ce chiffre en 2007, selon la croissance économique actuelle, devrait être encore plus élevé.
La majeure partie des provinces ne veulent pas payer pour la pollution induite par les sables bitumineux de l'Alberta, d'autant plus que l'Alberta refuse de freiner l'extraction de ses hydrocarbures.